# Adrianus Herman van Luyn
Adrianus Herman van Luyn (ur. 10 sierpnia 1935 w Groningen) – holenderski duchowny rzymskokatolicki, w latach 1994-2011 biskup Rotterdamu.

## Życiorys
Święcenia kapłańskie przyjął 9 lutego 1964. 27 listopada 1993 został mianowany biskupem Rotterdamu. Sakrę biskupią otrzymał 12 lutego 1994. 14 stycznia 2011 przeszedł na emeryturę.